# Bescherelle
De Bescherelle is een Frans naslagwerk dat vooral bekend staat voor het vervoegen van de Franse werkwoorden. Het heeft zijn naam te danken aan de 19e-eeuwse Franse lexicograaf en grammaticus Louis-Nicolas Bescherelle (en misschien zijn broer Henri Bescherelle). Het wordt vaak gebruikt als algemene term, maar de "Collection Bescherelle" is in feite een merknaam, gebruikt door Éditions Hatier voor Metropolitaans Frans, en ook door Éditions Hurtubise voor Canadees Frans .

## Overzicht
De serie bestaat uit drie delen die verschillende aspecten van de Franse grammatica behandelen. Elk van de drie delen gebruikt voorbeeldzinnen om de juiste Franse grammatica te demonstreren. De term Bescherelle wordt vaak gebruikt om te verwijzen naar het eerste boek, L'art de conjuguer. De term wordt ook wel gezien als de kunst van het vervoegen van Franse werkwoorden.
L'art de conjuguer presenteert de vervoeging van elk type werkwoord in de Franse taal in elke werkwoordsvorm. Elk werkwoordtype is genummerd zodat meerdere werkwoorden met identieke vervoeging kunnen worden gegroepeerd onder één basiswerkwoord van dat type. Het biedt ook alle regels met betrekking tot grammatica binnen de werkwoordvervoeging, evenals een gedetailleerde gids over het doel van elke werkwoordsvorm. De meest recente versies omvatten 12.000 werkwoorden in 95 vervoegingstabellen.
Het tweede deel, L'orthographe pour tour, legt uit hoe je gesproken klanken in het Frans omzet in schrift. Het derde deel, Grammaire pour tous is een gids over de Franse zinsstructuur.